# Iceland (álbum de All About Eve)
Iceland é um EP lançado pela banda britânica de folk rock All About Eve em 2002. 
O disco foi descrito como um álbum de inverno (mais especifico que um álbum de natal), tendo cinco das sete músicas abordado temas referentes ao natal ou conectado a ele.

## Faixas
1. "Last Christmas" — 4:20
2. "Walking in the Air" — 4:34
3. "December Revisited" —7:01
4. "Melting" — 4:48
5. "Cold" — 7:06
6. "A Winter's Tale" — 3:42
7. "December" (Amnesia Mix) — 6:29